# Хэйс, Билли
Уи́льям Хэйс (William Hayes; 4 апреля 1947 года; Нью-Йорк, США) — американский писатель, актёр и режиссёр, известный как Билли Хэйс. Наибольшую известность получил благодаря своей автобиографической книге «Полуночный экспресс» (англ. Midnight Express), описывающей его пребывание в турецкой тюрьме (после того как он был осуждён за контрабанду гашиша) и побег.

## История
7 октября 1970 года американский студент Билли Хэйс был пойман с поличным при попытке вывезти 4 фунта гашиша из Турции. Первоначально он был приговорён к четырём годам и двум месяцам тюремного заключения. За несколько недель до освобождения он узнал, что власти решили заменить его срок на пожизненное заключение.
Хэйс был заключён в турецкую тюрьму Сагмалджилар (Sağmalcılar). В 1972 году, после тюремного инцидента, его перевели в Бакыркёйскую психиатрическую лечебницу. Госдепартамент США неоднократно оказывал давление на Турцию, добиваясь перевода заключённого в США, однако министр иностранных дел Турции Мелих Эсенбель заявил, что США не вправе приводить в исполнение наказания, вынесенные турецкими судами. Неофициально Эсенбель высказался, что освобождение возможно по гуманитарным основаниям, в случае если физическое или психическое здоровье Хэйса будет ухудшаться. Во время консультации с американскими дипломатами Хэйс заявил, что пребывание в психиатрической лечебнице нанесло ему тяжёлый ущерб, и он не уверен, что администрация больницы одобрит его досрочное освобождение. Он также заявил, что его попытки добиться досрочного освобождения ставят под угрозу его перспективы перевода в более приемлемую тюрьму. 12 мая 1975 года Конституционный суд Турции провозгласил амнистию по всем преступлениям, связанным с наркотиками, вследствие чего пожизненный срок Хэйса был сокращён до 25 лет. 11 июля 1975 года он был переведён в тюрьму на острове Имралы.
Рассекреченные телеграммы госдепартамента показали, что в переговорах между американским посольством и турецким директором по консульским делам Вахапом Ашироглу последний полагал, что Хэйс будет досрочно условно освобождён в октябре 1978 года. На практике это означало, что местный прокурор объявит его персоной нон грата и вышлет из страны.
Ночью 2 октября 1975 года Хэйс совершил побег из тюрьмы на вёсельной лодке, направив её в Бандырму, где смешался с местными жителями, а затем направился на запад и пересёк границу с Грецией. 20 октября 1975 года, после нескольких недель заключения и допросов греческой военной разведки о пребывании Хэйса в Турции, он был выслан из Фессалоник во Франкфурт.

## Книга
В 1977 году Билли Хэйс в соавторстве с Уильямом Хоффером написал книгу «Полуночный экспресс» о своих злоключениях. В 1978 году режиссёром Аланом Паркером по сценарию Оливера Стоуна был снят одноимённый фильм, роль Хэйса в котором сыграл Брэд Дэвис. Сюжет фильма отличается от рассказа Хэйса. В фильме присутствует сцена, в которой Хэйс убивает тюремного охранника Хамида («медведя»), одного из главных антагонистов фильма. На самом деле тюремщик был убит ещё до побега Хэйса — в 1973 году — освободившимся в то время заключённым, семью которого Хамид оскорблял во время избиений.
По юридическим причинам ни фильм, ни книга не были абсолютно точными. В 2010 году сериала «Злоключения за границей» канала National Geographic вышел эпизод «The Real Midnight Express», в котором сам Хэйс рассказывает полную историю своего пребывания в тюрьме Сагмаджилар и о побеге из тюрьмы Имралы на одноимённом острове Мраморного моря.
В 1999 году на фестивале в Каннах крупный представитель турецкий рекламной индустрии Алинур Велидедоглу (Alinur Velidedeoğlu) случайно встретил Хэйса, который дал ему интервью о фильме «Полуночный экспресс». Хэйс выразил своё разочарование, в особенности тем, что все турки изображены плохими, и сожаление о том, что из-за фильма пострадал образ Турции в целом. Хэйс также выказал глубокую привязанность к Турции и Стамбулу. Хотя ордер Интерпола для него был отменён, Хэйс объяснил, что, несмотря на большое желание вернуться, он не решается это сделать из тех соображений, что многие турки могут обвинить его в той недоброй славе, которую по отношению к ним вызвал фильм.
14 июня 2007 года Хэйс вернулся в Турцию, чтобы посетить 2-ю Стамбульскую конференцию по вопросам демократии и глобальной безопасности организованную Главным управлением безопасности (Emniyet Genel Müdürlüğü, EGM) и турецким институтом общественных исследований (Turkish Institute for Police Studies, TIPS). 15 июня он устроил пресс-конференцию и принёс извинения турецкому народу.